# Jocelyn Lovell
Jocelyn Lovell (Norwich, Anglaterra, 19 de juliol de 1950 - Toronto, 3 de juny de 2016) va ser un ciclista canadenc que va combinar la carretera amb la pista. Va guanyar nombrosos campionats nacionals, i també diverses medalles als Jocs de la Commonwealth i als Jocs Panamericans. Va participar en tres edicions dels Jocs Olímpics.
Va estar casat amb la patinadora Sylvia Burka.

## Palmarès en ruta
- 1969
  -  Campió del Canadà en contrarellotge
  - 1r al Fitchburg Longsjo Classic
- 1970
  -  Campió del Canadà en contrarellotge
- 1971
  -  Campió del Canadà en contrarellotge
- 1973
  -  Campió del Canadà en contrarellotge
- 1974
  -  Campió del Canadà en ruta
  -  Campió del Canadà en contrarellotge
- 1975
  -  Campió del Canadà en contrarellotge
- 1976
  -  Campió del Canadà en contrarellotge
- 1977
  -  Campió del Canadà en contrarellotge
- 1978
  -  Campió del Canadà en contrarellotge
  - 1r al Tour of Somerville
- 1980
  -  Campió del Canadà en contrarellotge

## Palmarès en pista
- 1970
  - Medalla d'or als Jocs de la Commonwealth en scratch
- 1971
  - Medalla d'or als Jocs Panamericans en quilòmetre
- 1975
  - Medalla d'or als Jocs Panamericans en quilòmetre
- 1978
  - Medalla d'or als Jocs de la Commonwealth en scratch
  - Medalla d'or als Jocs de la Commonwealth en quilòmetre
  - Medalla d'or als Jocs de la Commonwealth en tàndem (amb Gordon Singleton)